# Joy Ewulu
Joy Ewulu (geboren 2000 in Syke) ist eine deutsche Schauspielerin.

## Leben
Am Gymnasium trat sie mit der Schulband auf. Nach dem Abitur 2018 wurde sie an der Stage School Hamburg in den Sparten Gesang, Tanz und Schauspiel ausgebildet. Während dieser Zeit hatte sie ihre erste Hauptrolle im Film God only knows. Später folgten Rollen in der Serie SOKO Hamburg, in den Filmen  Pizza d’Amour, Malibu – Camping für Anfänger und Kohlrabenschwarz. Seit Anfang 2023 ist sie in der ZDF-Serie Hotel Mondial in der Rolle der Rezeptionistin Lara Hildebrandt zu sehen, 2024 trat sie als Merle in der Folge Bruderliebe der ZDF-Serie Notruf Hafenkante auf.

## Filmografie
- 2020: God only knows
- 2021: STICKY
- 2021: SOKO Hamburg – Schlagzeile Mord
- 2021: Pizza d’Amour
- 2022: Malibu – Camping für Anfänger
- 2022: Kohlrabenschwarz
- 2023: Hotel Mondial
- 2024: Bettys Diagnose – Alles verloren